# Urania sloanus
Urania sloanus era una espècie extinta de lepidòpter ditrisi de la família dels urànids (Uraniidae). Va ser vista per última vegada el 1894 o 1895, tot i que possiblement podria haver sobreviscut fins al 1908.
Les ales són negres amb tons iridescents vermells, blaus i verds, distribuïts en diverses franges. Com en altres espècies dels gèneres Urania i Chrysiridia les parts iridescents no tenien pigments. Els colors són el resultat d'un fenomen òptic de refracció de la llum al passar per les escates en forma de cinta que recobreixen les ales.
És considerada l'espècie més espectacular del gènere Urania. Com altres representants dels urànids, volava durant el dia. Era una espècie tòxica on els colors vistosos servien com a advertència (aposematisme).

## Etimologia
El nom genèric llatí d'Urania prové del grec antic Ουρανία, una de les muses, concretament la celestial. El nom específic, sloanus, és en honor del col·leccionista anglès Sir Hans Sloane, El Museu Britànic es va fundar amb la seva col·lecció particular.

## Causes probables d'extinció
Urania sloanus era endèmica de Jamaica. Tot i que encara es conserven parts dels boscos primigenis, la destrucció de l'hàbitat arran de la desforestació prèvia a la plantació de les grans explotacions agrícoles a l'època colonial probablement va contribuir a accelerar la seva extinció.
Sobre la base dels coneixements sobre representants vius de la subfamília Uraniinae aquests lepidòpters requereixen regions grans i intactes de bosc en terres baixes. Probablement Urania sloanus migrava entre les diverses zones on creixien les plantes necessàries per les erugues abans que els assentaments humans locals defoliessin la cobertura vegetal original de Jamaica.
L'extinció de Urania sloanus probablement va ser la conseqüència de la dràstica disminució del nombre d'individus fins a nivells insostenibles a causa de l'extinció d'algunes plantes, com Omphalea triandra i Omphalea diandra, imprescindibles per l'alimentació de les erugues d'aquesta espècie. Com altres espècies del gènere Urania, periòdicament grups d'individus es veien separats i aïllats en anys de gran escassetat.

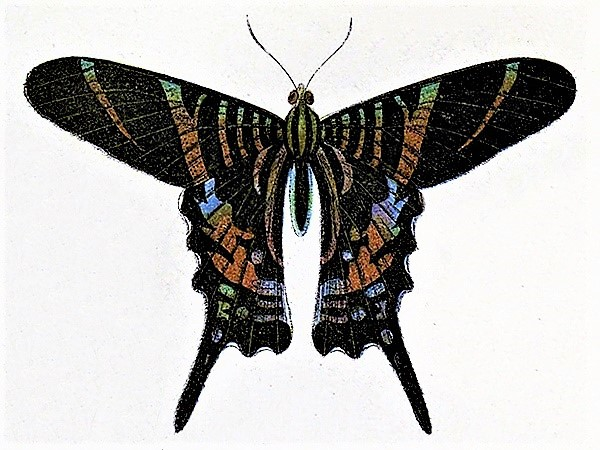
Gravat del 1896 o 1897